# Limnephilus subniditus
Limnephilus subniditus är en nattsländeart som beskrevs av Mclachlan 1875. Limnephilus subniditus ingår i släktet Limnephilus och familjen husmasknattsländor. Inga underarter finns listade i Catalogue of Life.